# Pierre Thimus
Pierre Thimus, né à Liège en 1961, est un organiste et chef d'orchestre belge.

## Biographie
Il a étudié chez Hubert Schoonbroodt au conservatoire royal de Liège et y a notamment obtenu les premiers prix d'orgue et de basson. 
En 1986, il a été nommé organiste titulaire de l'église Saint-Jacques de Liège qui abrite un grand orgue Renaissance, classé patrimoine exceptionnel de Wallonie. Il a été chargé par la Ville de Liège de la direction des travaux de restauration de cet instrument. 
Professeur d'orgue à l'académie Grétry de Liège et à l'Académie de Malmedy, il donne de nombreux concerts d'orgue en Belgique et à l'étranger. 
Depuis 1998, il est le directeur artistique du Festival d'Orgue de Liège. 
Pierre Thimus est aussi chef d’orchestre et de chœur, il a fondé l'orchestre Convivium et le chœur symphonique de Liège.

## Discographie
- Pierre Thimus aux grandes orgues de l'église Saint-Jacques à Liège, 1999 - Cantus 001
- Bach et ses précurseurs, 2002 - Cantus 002
- Georg Böhm, Œuvres pour orgue, 2007 - Azur Classical 065
- Luc Baiwir, Cristellane (pour solistes, chœur et orchestre) - Westland music 053